# Міський стадіон (Краків)
Міський стадіон імені Генрика Реймана (пол. Stadion Miejski im. Henryka Reymana w Krakowie) — футбольна арена у м. Краків, Польща. Є домашньою для місцевого ФК «Вісла», розташована за адресою: вул. Реймонта, 20. Названий на честь відомого польського футболіста та спортивного діяча, гравця ФК «Вісла» (Краків) та збірної Польщі Генрика Реймана.

## Український слід в історії
У вересні 2016 року ФІФА дозволила збірній України з футболу провести в Кракові 9 жовтня 2016 року відбірковий матч першості-2018 проти команди Косова, оскільки між країнами відсутні дипломатичні стосунки. 26 вересня 2016 року до міста мала прибути делегація ФФУ для інспектування арен краківських клубів «Вісла» і «Краковія».